# Kasteel van Jumilhac
Het Kasteel van Jumilhac (Frans: Château de Jumilhac) is een kasteel in de Franse gemeente Jumilhac-le-Grand.